# Oecetis caelum
Oecetis caelum is een schietmot uit de familie Leptoceridae. De soort komt voor in het Palearctisch gebied.